# Гофф, Инна Анатольевна
И́нна Анато́льевна Гофф (24 октября 1928, Харьков — 26 апреля 1991, Москва) — русская советская поэтесса, прозаик. Автор текста песни «Русское поле». 

## Биография
Родилась в интеллигентной еврейской семье. Её отец — врач (до войны педиатр, после войны фтизиатр), выпускник Новороссийского университета Иeзекииль (Анатолий) Ильич Гофф (Хаскель Эльевич Гоп; 1897—1975), уроженец Одессы. Дед по отцовской линии — Илья Харитонович (Эль Хаскелевич) Гопп (1875—?) — был провизором, владельцем «аптеки И. Гоппа» в доме Писпас на Ришельевской улице, № 23 (угол Еврейской, № 24); публиковался в одесской прессе на медицинские темы, автор книги «Аптекарские магазины, их права и обязанности» («с добавлением Разъяснений Правительственного Сената и Циркуляров Медицинского Совета по 1 января 1912 г.», Одесса: Тип. Н. Гальперина, 1912). В 1920-е годы вся семья отца перебралась в Харьков. Мать — Зоя Павловна (Пинхусовна) Беркман (1899—?) — была дочерью мещанина местечка Пильвишки Сувалкской губернии (позднее харьковского купца), бракёра леса Пинхуса-Лейба Ефроимовича Беркмана (1865—?) и зубного врача Шейны Янкелевны Бомаш (1869, Кальвария — после 1942), после войны преподавала французский язык в Военном институте иностранных языков. Инна Гофф — племянница прозаика и журналиста Филиппа Ильича Гоппа (1906—1978), художницы и книжного графика Веры Моисеевны Бомаш (1911—1992) и доктора химических наук, лауреата Сталинской премии Якова Павловича Беркмана.
В июле 1941 года эвакуировалась с матерью, бабушкой и семьёй отца в Казань, позднее переехала с матерью к отцу, который работал в эвакогоспитале в Томске. Работала няней в госпитале. О пережитых в Томске нелёгких годах военного тыла (госпитали, медицинские сестры, очереди, письма, надежды) рассказала в целом ряде повестей и рассказов. После освобождения Крыма отец был направлен в эвакогоспиталь в Евпаторию, где семья жила около года до его демобилизации. С 1952 года родители жили в Воскресенске, где отец работал заведующим туберкулёзным диспансером городской больницы
После войны поступила в Литературный институт имени М. Горького, на семинар поэта Михаила Светлова. Затем сменила направление и перешла на семинар к прозаику К. Г. Паустовскому.
Первый успех пришёл к ней в 1950 году. На Первом Всесоюзном конкурсе на лучшую книгу для детей Инна Гофф получила первую премию за повесть «Я — тайга». Не меньший интерес вызвала и повесть «Биение сердца» (1955). Вскоре вышла книга «Точка кипения» (1958), в которой рассказывается о работниках подмосковного химкомбината. Критики отмечали живость языка, увлеченность, знание материала. В 1960 году был напечатан большой рассказ «Северный сон».
В 1961 году вышел цикл «Очередь за керосином», в 1963 году — роман «Телефон звонит по ночам». В них воспроизведены детские и юношеские впечатления о нелёгких военных годах. Инна Гофф мастерски владела жанрами рассказа и повести. Череда образов, живых человеческих характеров проходит в произведениях писательницы «Чарли, брат Мани» (1967), «Медпункт на вокзале» (1976). Инна Гофф писала о нелёгком, но прекрасном мире, в котором живут её герои. Чувство юмора, необычность, непосредственность взгляда, неподдельный интерес проявляются в каждом её произведении («Не верь зеркалам» (1964), «Истории Насти Стекловой» (1973)). От истинно народных образов, от ярких речевых особенностей автор переходит к элегантной, элитарной прозе: цикл «Рассказы — путешествия», «Как одеты гондольеры» (1967, о путешествии по Италии), «На семи мостах» (1969, мемуары о Карелии), «Знакомые деревья» (1971, зарисовки из Подмосковья). В 1971 году вышел ещё один цикл «Рассказы — исследования».
Сменив в молодости свой поэтический путь на прозу, Гофф всё же не перестала писать стихи. Долгое время свои стихотворения она писала «для себя». Лишь благодаря М. Н. Бернесу, Я. А. Френкелю, Э. С. Колмановскому, А. Н. Пахмутовой появились песни и романсы на стихи Инны Гофф «Ветер северный», «Август», «Когда разлюбишь ты», «Я улыбаюсь тебе», «Русское поле». Романс «И меня пожалей» («Страдание», 1973) получил известность в исполнении Анны Герман.
В 2007 году в подмосковном городе Воскресенске именем Инны Гофф названа улица, а на доме, в котором жила её семья, установлена мемориальная доска.

## Семья
Мужем Инны Гофф со времён учебы в Литературном институте был поэт Константин Ваншенкин. По его словам, у них в семье был «свой, семейный союз писателей». Дочь — Галина Ваншенкина (род. 1950), художник-график. Внучка — Екатерина (род. 1978).